# Puchar Zdobywców Pucharów (1996/1997)
XXXVII Puchar Europy Zdobywców Pucharów 1996/1997

(ang. European Cup Winners’ Cup)

## Runda kwalifikacyjna
| Chemlon Humenné – Flamurtari Wlora 1:0 i 2:0 1 08.08 1996 1:0 Lubarski 71 2 22.08 1996 1:0 Lubarski 50, 2:0 Valkucak 54 |
| FC Sion – FK Kareda 4:2 i 0:0 1 08.08 1996 1:0 Chassot 14, 2:0 Bonvin 27, 3:0 Pancev 35k, 3:1 Baranauskas 73k, 3:2 Dančenka 87, 4:2 Vercruysse 88 2 22.08 1996                                                                                |
| Olimpija Lublana – Lewski Sofia 1:0 i 0:1 (dog), karne 4:3 1 08.08 1996 1:0 Bozgo 50 2 22.08 1996 0:1 Simeonow 58 |
| FK Crvena zvezda – Heart of Midlothian 0:0 i 1:1 1 08.08 1996 2 22.08 1996 0:1 McPherson 44, 1:1 Marinović 59 |
| Qarabağ Ağdam – Myllykosken Pallo-47 0:1 i 1:1 (dog) 1 08.08 1996 0:1 Mahlio 85 2 22.08 1996 1:0 Mosajew 30, 1:1 Keskitalo 120 |
| Kotajk Abowian – AEK Larnaka 1:0 i 0:5 1 08.08 1996 1:0 Berberian 80 2 22.08 1996 0:1 Kudić 28, 0:2 K. Alexandrou 41, 0:3 Kovačević 60k, 0:4 Kopunović 82, 0:5 Markou 84                                                                      |
| Constructorul Kiszyniów – Hapoel Ironi Riszon le-Cijjon 1:0 i 2:3 1 08.08 1996 1:0 Rogacziow 20 2 22.08 1996 0:1 Sabag 10, 0:2 Kapeta 26, 1:2 Rogacziow 42, 2:2 Sibola 58, 2:3 Skiden 87                                                      |
| Valletta FC – Gloria Bystrzyca 1:2 i 1:2 1 08.08 1996 0:1 Iftodi 52, 0:2 Dancus 75, 1:2 Doncić 75 2 22.08 1996 1:0 Agius 24, 1:1 Lazar 32, 1:2 Voica 84                                                                                       |
| MPKC Mozyrz – Knattspyrnufélag Reykjavíkur 2:2 i 0:1 1 08.08 1996 1:0 Jaromko 51, 2:0 Skorobogatko 70, 2:1 Dadason 88, 2:2 T. Jönsson 90 2 22.08 1996 0:1 Danielsson 90                                                                       |
| Shelbourne FC – SK Brann 1:3 i 1:2 1 08.08 1996 0:1 Mjelde 27, 0:2 M. Pedersen 29, 1:2 Geoghegan 43, 1:3 Eftevaag 67k 2 22.08 1996 1:0 Rutherford 5, 1:1 Mjelde 10, 1:2 J. Pedersen 72                                                        |
| Llansantffraid – Ruch Chorzów 1:1 i 0:5 1 08.08 1996 0:1 Gęsior 6, 1:1 Thomas 83 (mecz we Wrexham na stadionie Racecourse Ground) 2 22.08 1996 0:1 A. Bąk 1, 0:2 Śrutwa 48, 0:3 A. Bąk 57, 0:4 M. Bąk 64, 0:5 M. Bąk 65                       |
| Budapest Honvéd – Słoga Skopje 1:0 i 1:0 1 08.08 1996 1:0 M. Tóth 44 2 22.08 1996 1:0 Chinda 81 |
| Varteks Varaždin – Union Luxembourg 2:1 i 3:0 1 08.08 1996 1:0 Mumlek 41, 2:0 Maretić 81k, 2:1 Gretinich 87 2 22.08 1996 1:0 Besek 63, 2:0 Mumlek 78k, 3:0 Cvetko 87                                                                          |
| Universitāte Ryga – FC Vaduz 1:1 i 1:1 (dog), karne 2:4 1 08.08 1996 0:1 Pérez 42, 1:1 Zarinsz 45 2 22.08 1996 1:0 Zarinsz 47, 1:1 Polverino 90                                                                                               |
| Glentoran F.C. – Sparta Praga 1:2 i 0:8 1 08.08 1996 0:1 Siegl 49, 1:1 Little 53, 1:2 Lokvenc 90 2 22.08 1996 0:1 Gunda 1, 0:2 Mistr 19, 0:3 Siegl 24, 0:4 Gunda 26, 0:5 Siegl 48, 0:6 Svoboda 76, 0:7 Siegl 80, 0:8 Gabriel 86               |
| Dinamo Batumi – HB Tórshavn 6:0 i 3:0 1 08.08 1996 1:0 Tuguszi 11, 2:0 Tuguszi 23, 3:0 Udżmadżuridze 27, 4:0 Tuguszi 55, 5:0 Udżmadżuridze 70, 6:0 Udżmadżuridze 88 2 22.08 1996 1:0 Glonti 20, 2:0 Glonti 21, 3:0 Udżmadżuridze 63           |
| Sadam Tallinn – Nywa Winnica 2:1 i 0:1 1 08.08 1996 1:0 Krolov 25k, 2:0 Viikmäe 74, 2:1 Romanczuk 77 2 22.08 1996 0:1 Romanczuk 66 |
| Wolny los: AC Fiorentina, Paris Saint-Germain, Nîmes Olympique, FC Barcelona, 1. FC Kaiserslautern, PSV Eindhoven, SL Benfica, Liverpool F.C., Cercle Brugge, AEK Ateny, Lokomotiw Moskwa, Galatasaray SK, Aarhus GF, Sturm Graz, AIK Fotboll |

## I runda
| Nîmes Olympique – Budapest Honvéd 3:1 i 2:1 1 12.09 1996 1:0 Jeunechamp 64, 1:1 M. Tóth 69, 2:1 Preget 75, 3:1 Meilhac 87 2 26.09 1996 1:0 Ecker 6, 2:0 Sabin 38, 2:1 Piroska 62                              |
| Sturm Graz – Sparta Praga 2:2 i 1:1 1 12.09 1996 1:0 Vastic 8, 1:1 Repka 57, 1:2 Lokvenc 72, 2:2 Mahlich 85 2 26.09 1996 1:0 Vastic 76, 1:1 Horňák 85                                                         |
| Constructorul Kiszyniów – Galatasaray SK 0:1 i 0:4 1 12.09 1996 0:1 Knup 73 2 26.09 1996 0:1 Hakan Sükür 49, 0:2 Arif 73, 0:3 Hagi 75, 0:4 Hakan Sükür 80                                                     |
| 1. FC Kaiserslautern – FK Crvena zvezda 1:0 i 0:4 (dog) 1 12.09 1996 1:0 U. Wegmann 59 2 26.09 1996 0:1 Stanković 55, 0:2 Stanković 96, 0:3 Njeguš 107, 0:4 Pantelić 120                                      |
| Myllykosken Pallo-47 – Liverpool F.C. 0:1 i 1:3 1 12.09 1996 0:1 Bjørnebye 61 2 26.09 1996 0:1 P. Berger 18, 0:2 Collymore 59, 1:2 Keskitalo 64, 1:3 Barnes 78                                                |
| FC Sion – Nywa Winnica 2:0 i 4:0 1 12.09 1996 1:0 C. Colombo 50, 2:0 Bonvin 85 2 26.09 1996 1:0 Lukić 3, 2:0 Vercruysse 9, 3:0 De Suza 54, 4:0 Vercruysse 66                                                  |
| Aarhus GF – Olimpija Lublana 1:1 i 0:0 1 12.09 1996 1:0 Bak 15, 1:1 Bozgo 57 2 26.09 1996 |
| Cercle Brugge – SK Brann 3:2 i 0:4 1 12.09 1996 1:0 Gernsoe 5, 2:0 Vanmaele 26, 3:0 Camerman 30, 3:1 T. A. Flo 38, 3:2 Eftevaag 89k 2 26.09 1996 0:1 Mjelde 5, 0:2 Eftevaag 79, 0:3 Mjelde 82, 0:4 Heiland 88 |
| Lokomotiw Moskwa – Varteks Varaždin 1:0 i 1:2 1 12.09 1996 1:0 Czerewczenko 12 2 26.09 1996 1:0 Kosołapow 40, 1:1 Vugrinec 63, 1:2 Vugrinec 79                                                                |
| Knattspyrnufélag Reykjavíkur – AIK Fotboll 0:1 i 1:1 1 12.09 1996 0:1 K. Nordin 80 2 26.09 1996 0:1 Simpson 79, 1:1 Benediktsson 90                                                                           |
| FC Barcelona – AEK Larnaka 2:0 i 0:0 1 12.09 1996 1:0 Ronaldo 19, 2:0 Ronaldo 77 2 26.09 1996 |
| SL Benfica – Ruch Chorzów 5:1 i 0:0 1 12.09 1996 1:0 Donizete 25, 2:0 Joâo M. V. Pinto 26, 3:0 Jamir 32, 4:0 Valdo 70, 4:1 Gęsior 73, 5:1 Valdo 90 2 26.09 1996                                               |
| AEK Ateny – Chemlon Humenné 1:0 i 2:1 1 12.09 1996 1:0 Batista 45 2 26.09 1996 0:1 Dina 1, 1:1 Nikolaidis 19, 2:1 Batista 44                                                                                  |
| Gloria Bystrzyca – AC Fiorentina 1:1 i 0:1 1 12.09 1996 1:0 Lazar 3, 1:1 Batistuta 47 2 26.09 1996 0:1 M. Orlando 22                                                                                          |
| Dinamo Batumi – PSV Eindhoven 1:1 i 0:3 1 12.09 1996 1:0 Mudżiri 21, 1:1 Nilis 39k 2 26.09 1996 0:1 Nilis 15k, 0:2 Eykelkamp 53, 0:3 Marcelo 83                                                               |
| FC Vaduz – Paris Saint-Germain 0:4 i 0:3 1 12.09 1996 0:1 Le Guen 13, 0:2 Dély Valdes 41, 0:3 Leonardo 45, 0:4 Allou 72 2 26.09 1996 0:1 Allou 22, 0:2 Roche 40, 0:3 Mboma 48                                 |

## II runda
| SK Brann – PSV Eindhoven 2:1 i 2:2 1 17.10 1996 1:0 Mjelde 29, 2:0 Mjelde 34k, 2:1 Cocu 90 2 31.10 1996 0:1 Hasund 35, 0:2 T. A. Flo 58, 1:2 Eykelkamp 74, 2:2 Zenden 83                                                                                       |
| Olimpija Lublana – AEK Ateny 0:2 i 0:4 1 17.10 1996 0:1 Kostis 12, 0:2 Kecbaja 49 2 31.10 1996 0:1 Savevski 4, 0:2 Batista 34, 0:3 Malanidis 80, 0:4 Kostis 86                                                                                                 |
| FC Barcelona – FK Crvena zvezda 3:1 i 1:1 1 17.10 1996 0:1 Živković 21, 1:1 Giovanni 33, 2:1 Giovanni 34, 3:1 Figo 54 2 31.10 1996 0:1 Jovičić 47, 1:1 Giovanni 48                                                                                             |
| Galatasaray SK – Paris Saint-Germain 4:2 i 0:4 1 17.10 1996 1:0 Hakan Sükür 5, 2:0 Tugay 13, 2:1 Le Guen 18, 2:2 Dély Valdes 19, 3:2 Hakan Sükür 31, 4:2 Hakan Ünsal 49 2 31.10 1996 0:1 Leonardo 9, 0:2 Dély Valdes 22, 0:3 Loko 58, 0:4 Rai 78               |
| AC Fiorentina – Sparta Praga 2:1 i 1:1 1 17.10 1996 1:0 Batistuta 5, 2:0 Schwarz 56, 2:1 Siegl 80 2 31.10 1996 0:1 Lokvenc 4, 1:1 Robbiati 63 |
| FC Sion – Liverpool F.C. 1:2 i 3:6 1 17.10 1996 1:0 Bonvin 11, 1:1 Fowler 24, 1:2 Barnes 60 2 31.10 1996 1:0 Chassot 19, 2:0 Bonvin 23, 2:1 McManaman 28, 2:2 Bjørnebye 54, 3:2 Chassot 64, 3:3 John Barnes 65, 3:4 Fowler 70, 3:5 Fowler 71, 3:6 P. Berger 89 |
| Nîmes Olympique – AIK Fotboll 1:3 i 1:0 1 17.10 1996 0:1 Simpson 9, 0:2 Cesar Pacha 12, 0:3 Manias Johansson 70, 1:3 Fidani 89 2 31.10 1996 1:0 Brundin 69s |
| SL Benfica – Lokomotiw Moskwa 1:0 i 3:2 1 17.10 1996 1:0 João M. V. Pinto 8 2 31.10 1996 0:1 Solomatin 9, 1:1 Panduru 47, 1:2 Garas 58, 2:2 Donizete 63, 3:2 João M. V. Pinto 90                                                                               |

## 1/4 finału
| SL Benfica – AC Fiorentina 0:2 i 1:0 1 06.03 1997 0:1 Baiano 45, 0:2 Batistuta 90 2 20.03 1997 1:0 Edgar 22                                              |
| Paris Saint-Germain – AEK Ateny 0:0 i 3:0 1 06.03 1997 2 20.03 1997 1:0 Loko 22, 2:0 Loko 43, 3:0 Loko 80                                                |
| SK Brann – Liverpool F.C. 1:1 i 0:3 1 06.03 1997 0:1 Fowler 9, 1:1 Hasund 47 2 20.03 1997 0:1 Fowler 25k, 0:2 Collymore 63, 0:3 Fowler 77                |
| FC Barcelona – AIK Fotboll 3:1 i 1:1 1 06.03 1997 0:1 Simpson 1, 1:1 Popescu 2, 2:1 Ronaldo 55, 3:1 Pizzi 75 2 20.03 1997 1:0 Ronaldo 12, 1:1 Simpson 75 |

## 1/2 finału
| FC Barcelona – AC Fiorentina 1:1 i 2:0 1 10.04 1997 1:0 Nadal 42, 1:1 Batistuta 62 2 24.04 1997 1:0 Fernando Couto 30, 2:0 Guardiola 35              |
| Paris Saint-Germain – Liverpool F.C. 3:0 i 0:2 1 10.04 1997 1:0 Leonardo 11, 2:0 Cauet 43, 3:0 Leroy 84 2 24.04 1997 0:1 Fowler 12, 0:2 M. Wright 79 |

## Finał
| 14 maja 1997 Rotterdam De Kuip (52 000) FC Barcelona – Paris Saint-Germain 1:0 (1:0) Sędzia: Markus Merk (Niemcy) Bramki: 1:0 Ronaldo 37k Żółte kartki: Fernando Couto, Iván de la Peña / Laurent Fournier, Paul Le Guen, Benoît Cauet Futbol Club Barcelona (trener Bobby Robson): Vítor Baía – Albert Ferrer, Abelardo Fernández Antuña, Gheorghe Popescu (kapitan, 46 Guillermo Amor), Sergi Barjuán, Josep Guardiola, Iván de la Peña (85 Christo Stoiczkow), Fernando Couto, Luis Enrique (89 Juan Antonio Pizzi), Luís Figo, Ronaldo Paris Saint-Germain Football Club (trener Ricardo Gomes): Bernard Lama – Laurent Fournier (58 Jimmy Algerino), Bruno N’Gotty, Paul Le Guen, Didier Domi, Jérôme Leroy, Vincent Guerin (69 Julio César Dely Valdes), Raí (kapitan), Benoît Cauet, Patrice Loko (78 Cyrille Pouget), Leonardo |